# Picauville
Picauville è un comune francese di 1 989 abitanti situato nel dipartimento della Manica nella regione della Normandia.

## Storia
Il 1º gennaio 2016, Picauville si è fuso con i cinque comuni limitrofi di Amfreville, Cretteville, Gourbesville, Houtteville e Vindefontaine, e il 1º gennaio 2017 anche con Les Moitiers-en-Bauptois.

### Simboli
Lo stemma comunale è stato adottato il 25 marzo 1994.

## Società

### Evoluzione demografica
Abitanti censiti